# John Casper Branner
John C. Branner ( 1850 - 1922) fue un botánico, geólogo, y destacado sismólogo estadounidense. Realizó extensas expediciones geológicas al Brasil, donde permaneció durante diez años.
En 1885, obtuvo su Ph.D. en la Universidad de Indiana. Después de su jubilación, fue nombrado por el presidente Wilson en 1916 para investigar la causa de deslizamientos masivos que afectaban a las operaciones del Canal de Panamá. Dirigió varias expediciones botánicas a Brasil, y finalmente no pudo realizar más viajes, por su mala salud.

## Algunas publicaciones

### Libros
- john casper Branner, manoel dos passos Oliveira Telles, laudelino Freire. 1899. A geologia cretacea e terciaria de bacia do Brazil, Sergipe-Alagoas. Ed. O Estado de Sergipe. 170 pp.
- 1901. Syllabus of a Course of Lectures on Economic Geology. Reeditó en 2010 BiblioBazaar, 520 pp. ISBN 1144827779
- 1901. Syllabus of a Course of Lecture on Elementary Geology. Reeditó en 2010 BiblioBazaar, 368 pp. ISBN 1144971659
- ---------, charles Derleth, grove karl Gilbert, stephen Taber, fusakichi Ōmori, harold wellman Fairbanks, mary hunter Austin. 1907. The California earthquake of 1906. Ed. A.M. Robertson. 371 pp.
- ---------, john flesher Newsom. 1908. The Phosphate Rocks of Arkansas. Reeditó en 2010 BiblioBazaar, 72 pp. ISBN 1141322463
- 1909. The Railways of Brazil: A Statistical Article. Reeditó en 2010 BiblioLife, 34 pp. ISBN 1149722274
- David starr Jordan, john c. Branner. 1910. The cretaceous fishes of Ceará, Brazil. Volumen 52 de Smithsonian miscellaneous collections. Ed. Smithsonian Institution. 29 pp.

- La abreviatura «Branner» se emplea para indicar a John Casper Branner como autoridad en la descripción y clasificación científica de los vegetales.[2]